# 陳瑄 (景泰進士)
陳瑄（1422年—1481年），字廷獻，四川眉州人，軍籍，治《書經》，年三十三歲中式景泰五年甲戌科第二甲第六十八名進士。八月二十日生，行一，由州學生中式四川鄉試第四十一名舉人，會試中式第二百一十九名。

## 家族
曾祖陳仁德；祖陳文富；父陳添祿；母楊氏。嚴侍下，妻劉氏。